# Heleia muelleri
Olho-branco-timorense ou olho-escuro-malhado (Heleia muelleri) é uma espécie de ave da família Zosteropidae.
Pode ser encontrada nos seguintes países: Indonésia e Timor-Leste.
Os seus habitats naturais são: florestas subtropicais ou tropicais húmidas de baixa altitude e regiões subtropicais ou tropicais húmidas de alta altitude.
Está ameaçada por perda de habitat.